# Nunc est bibendum

L'expression latine « Nunc est bibendum » signifie « C'est maintenant qu'il faut boire ». Elle est extraite d'un vers d’Horace, qui lui-même était la traduction d’un vers d'Alcée de Mytilène (fr. 332 V.), « Nyn chrê methysthēn » (« Νῦν χρῆ μεθύσθην », « C'est maintenant qu'il faut s'enivrer »).

## Présentation
La phrase complète est « Nunc est bibendum, nunc pede libero pulsanda tellus » (« C'est maintenant qu'il faut boire et se déchaîner/danser » ; littéralement, « Maintenant il faut boire, maintenant il faut frapper la terre d’un pied léger »). Horace faisait allusion au vin qu'il fallait boire à l’occasion de la mort de Cléopâtre. Alcée de Mytilène, de son côté, faisait allusion à la mort du tyran Myrsilos.

## Dans la culture

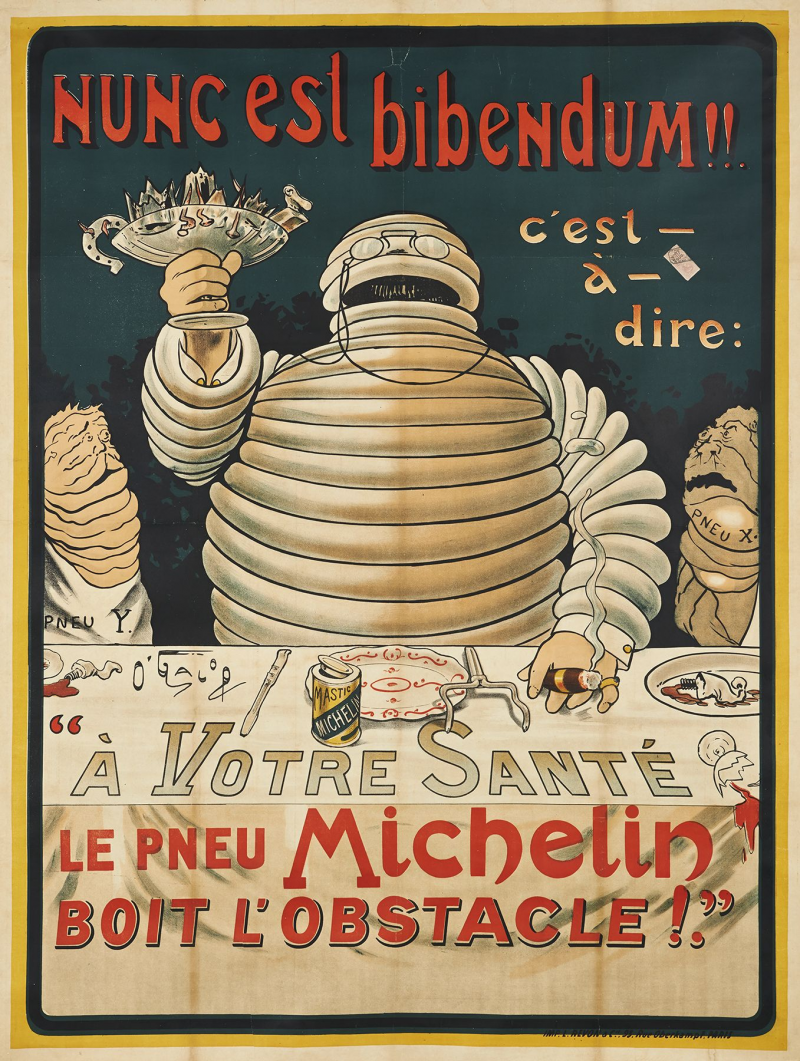
Affiche de Michelin.

La phrase a été reprise par Michelin au début du XXe siècle pour faire la publicité de ses pneus. Sur une affiche, la mascotte de Michelin, un personnage formé par une pile de pneus, s'apprête à boire un verre rempli d'objets divers, sous le slogan « Nunc est bibendum, le pneu Michelin boit l'obstacle ». C'est l'utilisation de ce slogan qui a donné le nom de « Bibendum » à la mascotte de Michelin, puis, par généralisation, à toute personne présentant un fort embonpoint.